# The Prodigy
The Prodigy és un grup britànic que interpreta música de ritmes techno i big beat, format per Liam Howlett en els teclats, Keith Flint com vocalista i ballarí, i Maxim Reality com vocalista i mestre de cerimònies en viu. Leeroy Thornhill, ballarí, també fou un membre de la banda des de 1990 fins a l'any 2000. Una vocalista i ballarina anomenada Sharky també s'associà breument amb la banda en els seus principis. The Prodigy gaudí del seu gran cop de publicitat en ser pioners en el moviment underground de la música electrònica coneguda com a "rave". Des de llavors han adquirit una immensa popularitat i renom mundial. Algunes de les seves cançons més populars són "Charly", "Out of Space", "Smack My Bitch Up", "No Good (Start the Dance)", "Breathe" i "Firestarter". "The Prodigy" han anat desenvolupant diversos estils al llarg dels temps, en els seus inicis com pioners de la música rave subversiva, i actualment, com compositors de cançons techno amb elements punk en els seus vocalistes.

## Història
Formats a Essex (Anglaterra), The Prodigy començaren la seva vida inicialment amb una maqueta de 10 cançons de Liam Howlett, que les va compondre amb un únic sintetitzador-seqüenciador, el Roland W-30. XL Recordings edità la demo i un maxi-single de 12", anomenat What Evil Lurks, a principis de 1991. El nom de la banda es pensa que fou agafat del teclat Moog Prodigy (creat per Robert Moog).
La primera actuació de la banda tingué lloc al local Four Aces (de Hackney, Londres). El següent maxi-single, "Charly", sortí a la venda sis mesos més tard; fou un èxit rotund en l'escena rave britànica del moment i catapultà, per primer cop, a la banda a una major quantitat de públic. Alguns crítics arribaren tard a identificar la publicació de "Charly" -amb el seu memorable sample d'un anunci d'una campanya informativa de la televisió governamental dirigida als nens (Charley Says)- com la cançó que instigà la destrucció final de l'escena rave underground, obrint la porta a una riuada de cançons rave que molts dels devots del gènere consideraven d'inferior qualitat, com seria el tema d'Urban Hype Trip to Trumpton o el de Smart E, "Sesame's Treet". Poc després de Charly, arribà el primer àlbum de llarga durada de la banda, The Prodigy Experience, àmpliament valorat com un dels millors exemples del gènere rave mai produït.
Després d'aquest àlbum i els senzills que li van acompanyar, The Prodigy es van distanciar de la reputació de "rave infantil", de la qual ara renegaven. Amb la legislació "anti-raves" en l'horitzó, l'escena començava a deteriorar-se. No obstant això, el 1993, Howlett va publicar un vinil etiqueta blanca anònim amb un únic tema, "Earbound I". L'hipnotisme i la fortalesa d'aquesta cançó va guanyar una àmplia aprovació de l'escena underground. Molts crítics de la banda van quedar sorpresos quan, finalment, The Prodigy van reconèixer ser els responsables de l'enregistrament. Aquest vinil etiqueta blanca va ser publicat oficialment amb el nom de "One Love" aquell mateix any i va ascendir a la llista d'èxits musicals en la posició #8 en el Regne Unit.

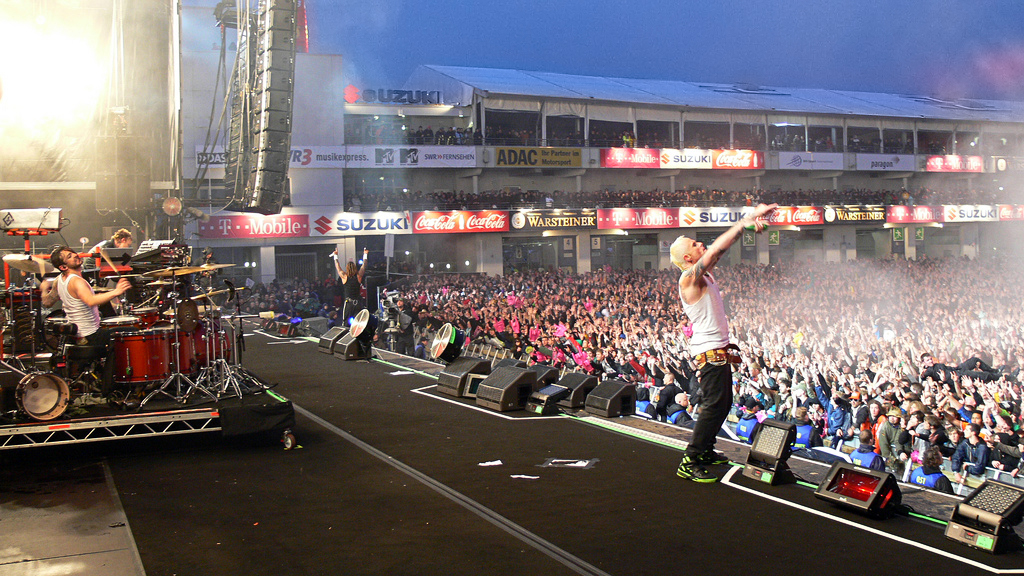
El 2009 en directe al Rock am Ring, a Alemanya

El 1994, el segon àlbum de The Prodigy, anomenat Music For The Jilted Generation, va mostrar un espectre més ampli d'estils musicals. Hi abundaven els temes dirigits cap a la pista de ball, però estaven complementats amb pistes més inusuals, com la cançó de concepte "The Narcotic Suite", i inclinacions cap al rock ("Their Law", amb Pop Will Eat Itself). L'àlbum va ser nominat a un Mercury Music Prize. No obstant això, en el fons, Howlett va reafirmar la seva dedicació a l'escena de la música rave.
L'èxit internacional de l'àlbum Music For The Jilted Generation va significar que fer una gira de concerts pel Regne Unit era una possibilitat viable en aquest moment. La banda va augmentar la seva formació amb el guitarrista Jim Davies (del grup Pitchshifter) el 1995 per interpretar cançons com "Their Law" o "Break And Enter 95", i diverses versions i interludis solistes tocats als concerts. L'aparició el 1996 del maxi-single Firestarter, amb veus per primera vegada per cortesia de la nova Keith Flint, va ajudar a la banda a penetrar als Estats Units i en altres mercats on la banda no havia entrat, i va arribar la primera posició en la llista d'èxits musicals del Regne Unit. En aquest mateix any The Prodigy també va participar en el prestigiós festival de Lollapalooza. La banda ha fet gires per tot el món, incloent-hi Beirut i la Plaça Roja de Moscou.
El tercer àlbum de The Prodigy, The Fat Of The Land, va sortir a la venda el 1997. Com els seus predecessors, l'àlbum va representar un nou pas endavant en el desenvolupament sonor de la banda i en l'ample corrent musical dominant de l'escena de la música de ball. Tot i les seves melodies simplificades, samples omnipresents, i més veus sarcàstiques amb tocs de punk, l'àlbum, no obstant això, va incloure una bona porció de temes ballables amb l'estil característic de la banda. L'àlbum consolidà la posició de la banda com un dels actes amb més èxit internacionalment en el gènere del hard-dance, i entrà a la llista d'èxits musicals del Regne Unit i Estats Units com a número u. El single Breathe (1996), tot un supervendes, va ser extret d'aquest mateix àlbum.
L'any 2000 Leeroy deixa el grup, i el 2004 Liam Howlett treu altre disc: "Always Outnumbred, Never Outgunned", que no inclou el single "Baby's got a temper" que havia sortit a la venda un temps enrere. Aquest últim disc de The Prodigy no compta amb la participació directa de Keith ni de Maxim, però el grup continua evolucionant musicalment i demostrant que segueix sent un innovador. El triumvirat segueix de gira pel món, amb guitarres i bateries per a les actuacions en directe, fent concerts d'autèntic rock amb tocs de punk i bases electròniques.

### La controvèrsia de "Smack My Bitch Up"
La cançó "Smack my Bitch up", que estava sent molt emesa per les emissores de ràdio, va rebre crítiques molt negatives. Time-Warner, l'empresa pare the Prodigy, sentia la pressió de la National Organization for Women (NOW) sobre la polèmica peça. Encara que el text de la cançó és curt i repetitiu (en tota la cançó, la lletra és "Change my pitch up, smack my bitch up" (Puja el tempo, assota a la meva puta/porca), NOW va declarar que la lletra era "... un missatge perillós i ofensiu de suport a la violència contra les dones". Howlett va respondre als atacs declarant que la lletra de la cançó estava sent mal interpretada: (la cançó significa) "...fer qualsevol cosa intensament, com estar en directe, amb una energia extrema i maníaca". El grup no va escriure la lletra, sinó que la copià del tema clàssic d'Ultramagnetic MCs "Give The Drummer Some", que també apareix a les Dirtchamber Sessions (també havien copiat una altra cançó dels Ultramagnetic MCs, "Critical Beatdown" en "Out of Space", el seu senzill anterior). Diverses estacions de ràdio van defensar la cançó, encara que solament la posaven a les nits. El vídeo clip (dirigit per Jonas Åkerlund) narrava una història des de la perspectiva en primera persona d'algú que surt de gresca, pren grans quantitats d'alcohol i drogues, es fica en baralles amb altres homes, abusa de les dones i recull una prostituta. Al final del vídeo la càmera puja a un mirall, i revela que la persona és una dona. La cadena MTV només el transmetia entre la 1 i les 5 de la matinada perquè només l'audiència madura pogués veure les polèmiques imatges. El director s'inspirà per al vídeo en una nit de gresca Copenhaguen, sortint i emborratxant-se per la ciutat.
Wal-mart i Kmart més tard van anunciar que llevarien "The Fat of the Land" de les seves prestatgeries. Encara que el LP havia estat en les seves prestatgeries durant 20 setmanes, els dos supermercats van considerar ofensiva la campanya de màrqueting del nou single i per això van retirar de la venda el disc. A mitjans del 2002, la versió no censurada del vídeo clip es va transmetre al canal MTV2 com a part d'una llista especial amb els vídeos més polèmics mai retransmesos per la MTV. Aquest especial es transmeté a la nit a causa del contingut de "Smack My Bitch Up" i dels altres videoclips en el rànquing. Aquest vídeo en particular va ser considerat com el "Video Més Polèmic" de la MTV i aparegué al #1 de la classificació.

## Discografia

### Àlbums d'estudi
- 1992: Experience
- 1993: Wind It Up (Rewound)
- 1994: Music for the Jilted Generation
- 1997: The Fat of the Land
- 2004: Always Outnumbered, Never Outgunned
- 2009: Invaders Must Die
- 2015: The Day Is My Enemy
- 2018: No Tourists

### EPs
- 1991: What Evil Lurks
- 1995: Voodoo People
- 1996: Breathe
- 2009: Lost Beats
- 2012: The Added Fat EP
- 2015: The Night Is My Friend
- 2015: Nasty (Remixes)

### Copilacions
- 1999: The Dirtchamber Sessions Volume One
- 2005: Their Law: The Singles 1990–2005
- 2008: Experience Expanded
- 2008: More Music For The Jilted Generation

### Singles
- 1991: "Charly"
- 1991: "Everybody in the Place"
- 1992: "Fire/Jericho"
- 1992: "Out of Space"
- 1993: "Wind It Up (Rewound)"
- 1993: "One Love"
- 1994: "No Good (Start the Dance)"
- 1994: "Voodoo People"
- 1995: "Poison"
- 1996: "Firestarter"
- 1996: "Breathe"
- 1997: "Smack My Bitch Up"
- 2002: "Baby's Got a Temper"
- 2004: "Girls"
- 2004: "Hotride"
- 2005: "Spitfire"
- 2005: "Voodoo People (Pendulum Remix)/Out Of Space (Audio Bullys Remix)"
- 2009: "Invaders must die"
- 2009: "Omen"
- 2009: "Warriors Dance"
- 2009: "Take me to the hospital"
- 2015: "Nasty"
- 2015: "The Day Is My Enemy"
- 2015: "Wild Frontier"
- 2015: "Ibiza"

### Temes inèdits
Gabba (1994), Trigger (2001), Nuclear (2001), Little Goblin (2001), Dust Yo'Self (2002), Night Boat To Cairo (2002), Warning (2004-2008), Heatwave Hurricane (2005), Dead Ken Beats (2006-2008), War (2007), Shadow of the Devil (3 different versions, 2007), Mescaline/Unstoppable (2008), Beat 55 (2008).q